# Leon Goldensohn
Leon M. Goldensohn, né le 19 octobre 1911 à New York et mort le 24 octobre 1961 à Tenafly (New Jersey), à l'âge de cinquante ans, des suites d'un infarctus du myocarde, fit partie de l'équipe de psychiatres américains qui, lors du procès de Nuremberg, furent chargés de veiller sur la santé mentale des vingt et un accusés.

## Formation
Leon Goldensohn était un des psychiatres américains mobilisés qui eurent à veiller sur la santé mentale des vingt et un accusés du Procès de Nuremberg durant une partie de l'année 1946.
« Il obtint sa licence dans l'Ohio en 1932, puis son doctorat à la Faculté de médecine de l'Université George Washington en 1936. Il suivit une formation en neurologie au Montefiore Hospital de New York puis, une autre, en psychiatrie au William Alanson White Institute of Psychiatry. À la fin de la guerre, avec le grade de commandant, Goldensohn fut assigné au 121ème Hôpital général de Nuremberg avant de rejoindre, le 3 janvier 1946, le 685ème Internal Security Detachment (ISD). Il y servit en qualité de psychiatre de la prison jusqu'au 26 juillet 1946 - date à laquelle les auditions de la défense touchaient à leur fin. ».

## Activités lors de la Seconde Guerre mondiale
« Lorsque les États-Unis entrèrent dans la Seconde Guerre mondiale, Leon M. Goldensohn, de nationalité américaine était psychiatre. En 1943, il rejoignit l'armée de terre et fut bientôt affecté sur le théâtre européen des opérations, participant aux batailles qui se déroulèrent en France et en Allemagne. Peu de temps après la fin de la guerre, il fut affecté comme psychiatre à la prison de Nuremberg, la ville où devaient se dérouler les premiers procès des grands criminels de guerre nazis. Leon Goldensohn arriva à Nuremberg au début de janvier 1946, six semaines environ après le début des procès, et y restera jusqu'à la fin du mois de juillet de cette même année 1946. En tant que psychiatre qualifié, il fut chargé notamment de veiller sur la santé mentale de près de deux douzaines de dirigeants allemands qui avaient survécu à la guerre et qui se battaient désormais pour sauver leur vie devant le Tribunal militaire international. Médecin, Goldensohn était conduit parfois à voir les détenus quasiment tous les jours et notait soigneusement dans ses dossiers leurs problèmes physiques. Au fil des sept mois passés à la prison de Nuremberg, il s'entretint régulièrement avec nombre des vingt et un détenus qui s'y trouvaient à son arrivée et eut avec la plupart d'entre eux des entretiens officiels et fouillés. Il interrogea en outre nombre de témoins de la défense et de l'accusation, dont certains qui avaient été également des dignitaires nazis de poids. ».
Les notes détaillées prises par Goldensohn ont été égarées puis retrouvées et éditées sous la forme d'un livre d'entretiens publié pour la première fois en 2004 à New York par Alfred A. Knopf.

## Genèse de l'ouvrage "Les entretiens de Nuremberg"
Des confrères de Goldensohn, le capitaine Gilbert et le commandant Kelley étaient désireux de publier un livre sur le sujet. « Le projet de livre commun Kelley-Gilbert ne devait jamais aboutir. En revanche, le premier publia en 1947 son propre livre qui, quoique très daté, n'en conserve pas moins une utilité limitée. Son ancien collège, G.M. Gilbert, publia également un livre, paru plusieurs mois après. En forme de journal, il permet aux lecteurs de suivre le cours du procès à partir des expériences et de la perspective de l'auteur ».
« Leon M. Goldensohn avait lui aussi l'intention d'écrire un livre. Il n'en fit jamais rien, mais ses notes ont survécu. Quelques-unes de ses transcriptions furent dactylographiées peu de temps après les entretiens. Les projets de livre s'arrêtèrent avec sa mort prématurée, à cinquante ans, d'une crise cardiaque, le 24 octobre 1961. Quelques petits carnets n'en furent pas moins dactylographiés sous la houlette de son frère, Eli, qui collationna tous les matériaux originaux. Le livre "Les entretiens de Nuremberg" correspond à un choix mis en forme et abrégé d'une partie des entretiens de Leon M. Goldensohn avec dix-neuf des vingt-et-un accusés et quatorze témoins (à charge ou à décharge) ».
« Ce livre réunit pour la première fois un large choix des entretiens que Leon Goldensohn a conduits lors de son passage à Nuremberg. Ils représentent un ajout important aux archives des procès et du Troisième Reich. Ils sont uniques en ce qu'il s'agit d'entretiens systématiques menés par un psychiatre qualifié, et ils apportent un témoignage inédit sur la mentalité et les mobiles des grands criminels nazis ».
« Les longues notes manuscrites que prit Leon Goldensohn dans les cellules des détenus, au cours des entretiens de Nuremberg, étaient consignées dans des carnets. Chaque entretien fut dactylographié dans les jours qui suivirent. Quand Leon Goldensohn quitta l'armée de terre en 1946, il emporta ses archives et les conserva dans son appartement de New York jusqu'en 1950, puis dans sa maison de Tenafly (New Jersey) jusqu'à sa mort en 1961. Pendant de longues années, sa veuve, Irène, conserva intacts à leur domicile les carnets, les entretiens dactylographiés et d'autres documents annexes dont la correspondance personnelle de son mari). En 1970, quand elle emménagea dans un petit appartement de la ville voisine de Fort Lee, elle vendit la majeure partie de sa bibliothèque à un marchand d'Englewood. Par inadvertance, se retrouvèrent dans ce lot plusieurs livres écrits par quelques-uns des accusés et acquis par Leon Goldensohn dans un magasin de Nuremberg. Ces livres étaient dédicacés : certains auteurs avaient écrit au frontispice de brefs messages adressés à Leon Goldensohn; d'autres s'étaient contentés de les signer. C'est le Docteur John Lattimer (un des collègues d'Eli Goldensohn, frère de Leon, au Columbian Medical Center de New York) qui les racheta plus tard au marchand d'Englewood. Le Dr Lattimer me demanda si je pouvais lui parler de ce "Commandant Goldensohn" dont le nom figurait au frontispice. Je lui expliquai que Leon était mon frère, et nous eûmes plusieurs entrevues agréables où je lui donnai les renseignements voulus. À toutes fins utiles, le Dr Lattimer m'envoya des photocopies des dédicaces. En 1983, Irène, donna à ses enfants tous les matériaux de Nuremberg demeurés en sa possession. En 1994 - répondant à la proposition que j'avais faite de longue date de revoir le travail et d'explorer les possibilités de publication-, deux des enfants de Leon (Daniel, de San Francisco, Californie; et Julia, de Jackson, Wyoming acceptèrent de m'envoyer tous les matériaux qu'ils possédaient, et qui m'arrivèrent petit à petit au fil des mois. L'original des entretiens dactylographiés mais aussi des copies au carbone se trouve désormais dans mon coffre-fort de la M&T Bank de Nyack, dans l'État de New York. Sont également sous ma garde les projets de publication de Leon, évoqués dans ses lettres de l'étranger, ses notes de conférence ultérieures ainsi que six de ses nombreux carnets noirs. »